# Z. Z. Hill
Arzell J. Hill (30 septembre 1935 - 27 avril 1984), connu sous le nom Z. Z. Hill (prononcer Zee Zee), est un chanteur de blues américain, connu pour ses enregistrements des années 1970 et du début des années 1980, notamment son album de 1982 pour Malaco, Down Home. Le morceau Down Home Blues est qualifié de « chanson de blues la plus connue des années 80 » par Tony Russell. Selon la Texas State Historical Association, Hill « a conçu une combinaison de blues et de style soul contemporain et a contribué à restaurer le blues dans la conscience noire moderne ». 

## Biographie
Arzell Hill naît à Naples, Texas. Il commence sa carrière de chanteur à la fin des années 1950 au sein d'un groupe de gospel tournant au Texas appelé les Spiritual Five. Il est influencé par Sam Cooke, B. B. King et Bobby Blue Bland, et commence à jouer ses propres chansons et d'autres dans des clubs de Dallas et des environs, notamment dans des groupes dirigés par Bo Thomas et Frank Shelton. Il se choisit un nom de scène inspiré par celui de B. B. King,. 
Encouragé par Otis Redding, qui l'a vu jouer, il rejoint son frère aîné Matt Hill, un producteur de disques débuttant, à Los Angeles en 1963, et sort son premier single, You Were Wrong, sur le label familial M. H. Celui-ci passe une semaine au numéro 100 du Billboard Hot 100 en 1964, et Hill est rapidement signé par Kent Records. La plupart des chansons qu'il enregistre pour Kent sont écrites ou co-écrites par lui et arrangées par l'éminent saxophoniste Maxwell Davis. Aucune n’obtient de succès mais, rétrospectivement, beaucoup, comme I Need Someone (To Love Me), sont aujourd'hui considérées avec respect par les fans de musique soul,. 
Après avoir quitté Kent en 1968, il enregistre brièvement pour le label Capricorn de Phil Walden, basé à Macon, Géorgie. Mais après un désaccord avec Walden, son contrat est racheté par le  label Mankind de Jerry "Swamp Dogg" Williams, où Hill accomplit la fin de son engagement. Il retourne en Californie pour enregistrer pour le label de son frère, Hill, et la chanson Don't Make Me Pay for His Mistakes, produite par Matt Hill et Miles Grayson, devient son plus grand succès pop, atteignant la 62e place du Hot 100. Le label Kent réédite alors son enregistrement de 1964 de I Need Someone, qui se classe aussi. Jerry Williams enregistre également Hill à Muscle Shoals, Alabama, en 1971, ce qui  donne lieu à plusieurs succès R&B, dont Chokin' Kind et It Ain't No Use, ainsi que l'album The Brand New Z. Z. Hill,. 
Avec l'aide de son frère, Hill signe ensuite avec United Artists, où il est aidé par des arrangements et des compositions de talents reconnus du R&B, dont Lamont Dozier et Allen Toussaint, et sort plusieurs singles qui entrent dans le palmarès R&B au milieu des années 1970. Après la mort soudaine de son frère Matt d'une crise cardiaque, Z. Z. Hill quitte United Artists et signe avec Columbia, enregistrant deux albums avec l'arrangeur-producteur de premier plan Bert de Coteaux à New York. Plusieurs singles tirés de ces albums se classent dans les hit-parades, dont Love Is So Good When You're Stealing It, qui reste 18 semaines dans le palmarès R&B du magazine Billboard à l'été 1977. 
En 1979, Hill quitte Columbia et retourne dans le Sud, signant avec Malaco, une décision qui, selon l'écrivain Bill Dahl, « a réussi à ressusciter à la fois sa propre carrière chancelante et l'ensemble du genre [blues] en général ». Son premier succès pour le label est son enregistrement de Cheating in the Next Room, écrit par George Jackson, publié au début de 1982, qui atteint le top 20 dans les charts R&B, restant un total de 20 semaines dans le classement. Il obtient un certain nombre de meilleures ventes d'albums pour Malaco, le plus grand étant Down Home, qui reste dans le classement des albums soul de Billboard pendant près de deux ans. La chanson Down Home Blues, également écrite par Jackson, est ensuite enregistrée par sa consœur de label Denise LaSalle. Son album suivant, The Rhythm & the Blues, sorti en 1982, est également salué par la critique, et son succès contribue à l'essor ultérieur de la musique blues, en grande partie enregistrée par le label Malaco, à Jackson, Mississippi ,. 
Lors d'une tournée en février 1984, Hill est impliqué dans un accident de voiture. Il continue à jouer, mais meurt deux mois plus tard, à l'âge de 48 ans, d'une crise cardiaque provoquée par un caillot de sang formé à la suite de l'accident,,.

## Postérité
Z. Z. Hill remporte le W. C. Handy Award du meilleur chanteur soul en 1980. En 2000, sa chanson Down Home Blues est intronisée au Blues Hall of Fame de la Blues Foundation en tant qu'« enregistrement classique du blues ».
De nombreux artistes reprennent ses chansons. Parmi les plus célèbres, citons notamment Bobby Blue Bland, Buddy Guy, Joe Cocker, Etta James, John Mayall and the Bluesbreakers, Lucky Peterson ou Tyrone Davis.
Hill jouit aussi d'une certaine popularité auprès des groupes de rap. La chanson I Think I'd Do It est samplée par Eric B. & Rakim dans le morceau Eric B. Is on the Cut sur leur album Paid in Full en 1987, par N.W.A dans Something Like That sur l'album Straight Outta Compton en 1988, et par Ghostface Killah dans Winter Warz sur l'album Ironman en 1996,  tandis que That Ain't the Way You Make Love est samplée par Madvillain dans leur morceau Fancy Clown en 2004.

## Discographie

### Singles classés dans les charts
| Année | Single                                  | Position dans les charts | Position dans les charts |
| Année | Single                                  | US Pop                   | US R&B                   |
| ----- | --------------------------------------- | ------------------------ | ------------------------ |
| 1964  | You Were Wrong                          | 100                      | n/a                      |
| 1965  | Hey Little Girl                         | 134                      | —                        |
| 1968  | You Got What I Need                     | 129                      | —                        |
| 1971  | Don't Make Me Pay for His Mistakes      | 62                       | 17                       |
| 1971  | I Need Someone (To Love Me)             | 86                       | 30                       |
| 1971  | Chokin' Kind                            | 108                      | 30                       |
| 1972  | Second Chance                           | —                        | 39                       |
| 1972  | It Ain't No Use                         | —                        | 34                       |
| 1973  | Ain't Nothing You Can Do                | 114                      | 37                       |
| 1973  | I Don't Need Half a Love                | —                        | 63                       |
| 1974  | Let Them Talk                           | —                        | 74                       |
| 1974  | Am I Groovin' You                       | —                        | 84                       |
| 1974  | I Keep On Lovin' You                    | 104                      | 39                       |
| 1975  | I Created a Monster                     | 109                      | 40                       |
| 1977  | Love Is So Good When You're Stealing It | 102                      | 15                       |
| 1978  | This Time They Told the Truth           | —                        | 42                       |
| 1982  | Cheating in the Next Room               | —                        | 19                       |
| 1984  | Get a Little, Give a Little             | —                        | 85                       |

### Albums
- 1967 : A Whole Lot of Soul (Kent)
- 1971 : Brand New Z.Z. Hill (Mankind)
- 1971 : The Bluest Blues (Excello)
- 1972 : Dues Paid in Full (Kent)
- 1973 : The Best Thing That's Happened to Me (United Artists)
- 1974 : Z.Z. Hill (United Artists)
- 1975 : Keep On Loving You (United Artists)
- 1977 : Let's Make a Deal (Columbia)
- 1979 :  The Mark of Z.Z. Hill (Columbia)
- 1981 : Z.Z. Hill (Malaco)
- 1982 : Down Home (Malaco)
- 1982 : The Rhythm & the Blues (Malaco)
- 1983 : I'm a Blues Man (Malaco)
- 1984 : Bluesmaster (Malaco)
- 1984 : Thrill on the Hill (Rare Bullet)
- 1985 : In Memoriam (Malaco)